# 김현진 (1989년)
김현진(1989년 1월 18일 ~ )은 대한민국의 철권 프로게이머이다. 헤이하치, 아머킹 등 다양한 캐릭터를 사용하며, 사용 닉네임은 잡다캐릭, JDCR이다.

## 수상 경력
- 2005년 투극 한국 대표 선발전 우승
- 투혼 2009 철권 6 BR 부문 우승
- Tekken Global Championship 2010 Final 우승
- Max damagermany 우승
- 오뚜기 뿌셔뿌셔배 TEKKEN CRASH Season2 4위 (The Predator)
- Daum배 TEKKEN CRASH Season1 3위 (Najin Specialist)
- Daum배 TEKKEN CRASH Season2 준우승 (Najin Specialist)
- Daum배 TEKKEN CRASH Season3 준우승 (Najin Zeus)
- Daum배 TEKKEN CRASH Season4 준우승 (Najin Zeus)
- Daum배 TEKKEN CRASH Season4 로얄럼블 우승
- WCG 2011 한국대표선발전 철권6 BR 부문 1위
- WCG 2011 그랜드파이널 철권 6 BR 부문 동메달
- IeSF 2012 월드챔피언십 철권6 태그토너먼트2 부문 우승
- 투극 2012 철권 TT2 부문 준우승 (나진 Specialist)
- 2012 대한민국 e스포츠 대상 철권 부문 최우수 선수상
- 2012 대한민국 e스포츠 대상 최우수 국제활동 선수상
- 2013 Final Round 16 우승
- 2013 제4회 인천 실내무도 아시아경기대회 철권 태그2 부문 국가대표 선발전 1위
- 2013 제4회 인천 실내무도 아시아경기대회 철권 태그2 부문 1위 (금메달)
- TEKKEN STRIKE 2013 Season1 준우승
- TEKKEN STRIKE 2013 Season2 3위
- 철권 태그 토너먼트 2 언리미티드 글로벌 챔피언쉽 2013 준우승
- EVOLUTION 2014 TOURNAMENT 철권 태그2 부문 우승
- IeSF 2014 World Championship 철권 태그2 부문 우승
- EVOLUTION 2015 TOURNAMENT 철권 7 부문 4위